# Gouesnière
Gouesnière é uma comuna francesa na região administrativa da Bretanha, no departamento Ille-et-Vilaine. Estende-se por uma área de 8,72 km². Em 2010 a comuna tinha 1 965 habitantes (densidade: 225,3 hab./km²).